# Falcons de Détroit (basket-ball)
Les Falcons de Détroit (Detroit Falcons en anglais) sont une équipe de basket-ball de NBA disparue en 1947, un temps localisée à Indianapolis.

## Historique
Durant la saison 1946-1947, elle fit partie de la BAA (future NBA).
Durant sa seule année de NBA, l'équipe n'accéda pas aux play-offs.
Saison 1946-47 : 20-40 (33,3 %)
La ville fut de retour en NBA en 1957 avec les Pistons de Détroit (fondés eux en 1941).

## Entraineurs successifs
L'équipe a eu deux entraîneurs :
- Glenn M. Curtis (en) 1946-1947
- Philip Sachs (en) 1946-1947